# Такая, как ты есть
«Такая, как ты есть» (итал. Così come sei) — драма итальянского режиссёра Альберто Латтуада 1978 года, главные роли в которой сыграли Марчелло Мастроянни и Настасья Кински. Героиня Кински, молодая девушка по имени Франческа, состоит в любовной связи с человеком, который намного её старше и, возможно, является её отцом.

## Оценки критиков
Исполнение главной женской роли Настасьей Кински в большинстве случаев оценено критиками положительно. Журнал Time в 1980 году писал об этом так: «Кински — просто восхитительная, неподдельно чувственная и пылкая, не будучи при этом слишком вызывающей». Журнал Playboy назвал фильм «по-настоящему сексуальным». Сама актриса впоследствии говорила, что Playboy без её согласия публиковал фотографии, на которых 17-летняя Кински была обнажённой, зачастую вырезая Мастроянни из кадра. В 1999 году в интервью The Guardian она сказала по поводу съёмок в обнажённом виде: «Не было никого, кто бы сказал: „Ей незачем это делать“. Никто не защищал меня. Я была молодой девушкой, в Италии. Это было глупо».
Французские и итальянские критики оценили фильм неоднозначно: высоко оценив гармоничное сочетание меланхолической интонации с тонкой иронией, они упрекали его за несовершенство сценария, недостаточно глубокую режиссёрскую проработку и плакатный эстетизм в трактовке постельных сцен. В фильме усмотрели сюжетное сходство с романом Дино Буццати «Любовь», опубликованным в 1963 году.

## Прокат
В США, где ограниченный релиз картины состоялся в декабре 1979 года, её дистрибьютором выступила кинокомпания New Line Cinema.

## В ролях
- Марчелло Мастроянни — Джулио Маренго
- Настасья Кински — Франческа
- Франсиско Рабаль — Лоренцо
- Моника Рандаль — Луиза Маренго
- Ания Пьерони — Сечилия
- Барбара Де Росси — Илария Маренго
- Хосе Мария Каффарель — Бартоло
- Джулиана Каландра — Тереза
- Альберто Латтуада — бродяга (в титрах не указан)